# The American Tournament
The American Tournament è stato un torneo professionistico di snooker, che si è disputato dal 1907 al 1910 a Londra, in Inghilterra.

## Storia
Molto probabilmente, questo è stato il primo torneo disputato, nella storia dello snooker.
Tutte e tre le edizioni, hanno avuto una fase a gironi e una durata standard di 12 frames per ogni amtch. Ad aggiudicarsi il titolo, sono stati Charles Dawson, Harry Stevenson e Cecil Harverson, che hanno vinto il gruppo.

## Albo d'oro
| Anno      | Vincitore       | Città  | Impianto         | Note  |
| --------- | --------------- | ------ | ---------------- | ----- |
| 1907-1908 | Charles Dawson  | Londra | Soho Square Hall | [ 2 ] |
| 1908-1909 | Harry Stevenson | Londra | Soho Square Hall | [ 3 ] |
| 1909-1910 | Cecil Harverson | Londra | Soho Square Hall | [ 4 ] |

## Vincitori
| N° | Giocatore       | Vittorie |
| -- | --------------- | -------- |
| 1  | Charles Dawson  | 1        |
| 1  | Harry Stevenson | 1        |
| 1  | Cecil Harverson | 1        |

## Vincitori per nazione
| N° | Nazione     | Vittorie |
| -- | ----------- | -------- |
| 1  | Inghilterra | 3        |

- Vincitore più giovane: Harry Stevenson (35 anni, 1908-1909)
- Vincitore più anziano: Harry Stevenson (35 anni, 1908-1909)